# Dendryphantes hastatus
Dendryphantes hastatus là một loài nhện trong họ Salticidae. Chúng phân bố ở miền Cổ bắc.